# T-37A 水陸兩棲輕型戰車
T-37A是蘇聯的一款水陸兩棲輕型坦克，該坦克亦常被稱為T-37。T-37A系列是世界上第一個投入量產和使用的水陸兩棲坦克。
該坦克以英國維克斯小戰車和其他兩棲戰車為基礎研发，在1932年第一次被製造出來。該坦克於1933年開始大量生產，直到1936年被以其為基礎、且更為現代的T-38坦克所取代。在這四年的生產時間中，總共有2552台T-37A被製造出來，其中包含一輛原型車。
紅軍將T-37A使用在通訊、偵察、步兵支援，及行軍時負責防禦工作等多種任務。蘇聯在入侵波蘭和冬季戰爭期間大量使用T-37A。T-37A也曾使用於德蘇戰爭初期，並遭受巨大的戰損。倖存的T-37A一直在前線作戰，直到1944年才轉為訓練車輛或輔助防禦單位，並持續服役到第二次世界大戰結束。

## 早期的歷史
维克斯-阿姆斯特朗公司買下卡登-洛伊德拖拉機股份有限公司（Carden-Loyd Tractors, Ltd.）後，由後者所研發的卡登·洛伊德超輕型戰車前途看似一片光明。他們根據英國參謀部的要求（A4E11等），研發出多款輕型且具有漂浮能力的戰車。1931年4月，維克斯-阿姆斯壯公司對媒體的展示中，這些車輛成功完成多個測試。 媒體對設計和測試的出版物引起了農工紅軍機動與機械化部門（UMMRKKA）的關注，這種小型戰車十分符合紅軍的新軍備政策，且可能可以取代從未參與任何戰鬥的T-27小戰車。在列寧格勒的布爾什維克機械化設計與試驗部門（OKMO）工廠，取得由全俄羅斯合作社（ARCOS）上交的報紙，紀載了英國小戰車的相關資訊和技術規格。利用這些資訊，蘇聯的工程師發現卡登-洛伊德超輕型戰車的動力設備，源自卡登-洛伊德公司生產的輕型拖拉機，推斷兩者的設計相似。據此，目的為建造一個以英國原型為基礎的水陸兩棲戰車的公鴨（俄语：Селезень）計畫出台。1932年3月，首個鴨計畫原型車完成，並被命名為T-33。T-33在測試期間表現出良好的漂浮能力，但是在其他測試中的表現卻差強人意，且對於蘇聯要讓當時現有的軍事工業來生產的話又太過複雜。因此，它並沒有被大量生產或裝備。

### T-41和T-37
在製造T-33之前，蘇聯決定擴大兩棲坦克的設計工作。結果除了位於列寧格勒的OKMO，負責為紅軍生產裝甲載具的全蘇聯汽車聯盟（VATO）第2廠，亦被轉去發展和生產兩棲裝甲載具。结果，由N·N·科濟列夫（N.N. Kozyrev）監督的VATO第2廠，製造出了T-41兩棲坦克，該坦克重量為3.5公噸，引擎與T-27坦克一樣，採用GAZ-AA引擎。T-41的傳動系統與T-27幾乎完全相同，不過T-41的動力輸出裝置具有採用剛性齒輪的離合器，以用來停下傳動機制、停下戰車和關閉引擎。T-41的底盤部分借鑑了T-33，而履带則完全自T-27移植而來。此時，位於列寧格勒的OKMO的工人們，開發出一個比T-41更符合蘇聯軍方要求的兩棲坦克，並命名為-37。T-37使用與T-41同樣的GAZ AA引擎和傳動系統，和克魯伯製的底盤（其為蘇聯首次與威瑪德國科技合作的其中一個結果），並在T-37上廣泛使用汽車的零部件。T-41的生產數量寥寥無幾，T-37則在經過试验和作戰測試後，出現各种细微的错误，加上其不完全的設計过程而被停产。

### 與維克斯的交易
此時，能夠充分分析的英国原型的機會出现了。由於英国军队拒绝將維克斯的卡登-洛伊德超輕型戰車投入服役（尽管他们被用作试验用车辆），因此该公司决定寻找国外买家。而蘇聯自從1931年4月的展示後，就對卡登-洛伊德超輕型戰車十分的有興趣，因此在1932年2月5日時，蘇聯透過全俄羅斯合作協會的Y·斯維爾斯基（Y.Skvirskiy），向維克斯訂購八輛卡登·洛伊德超輕型戰車。交貨事宜的討論十分順利，因此维克斯在1932年6月將首批完成生產的兩輛戰車，以船運的方式送抵蘇聯。

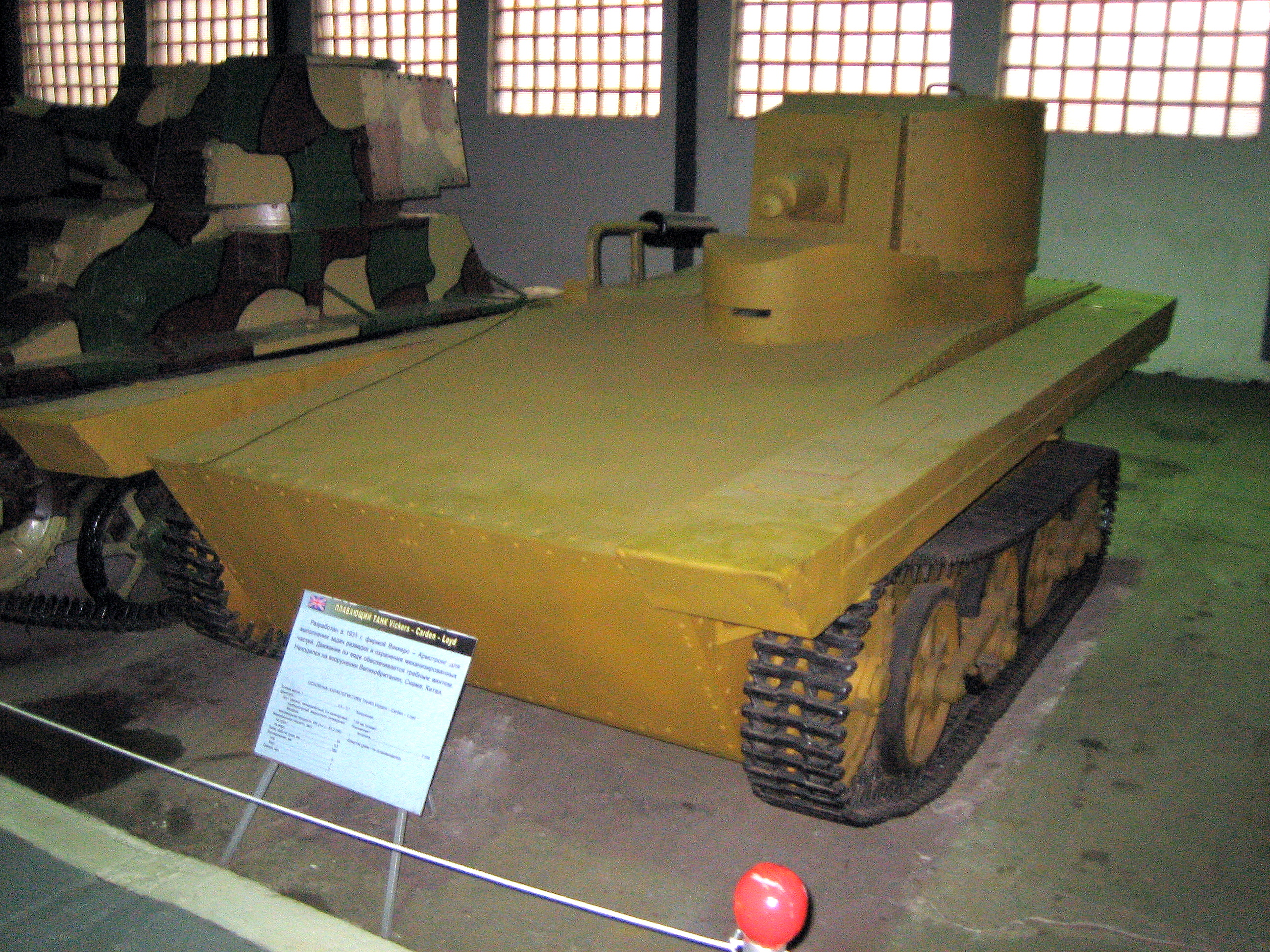
维克斯-卡登-洛伊德超輕型戰車

蘇聯在仔細審視英國戰車後认为，T-37就是维克斯-卡登-洛伊德超輕型戰車的复制品。然而，如果更仔细地去比較兩者，其實會發現T-37A原型車與卡登-洛伊德超輕型戰車，實際上具有很大的差異，而卡登-洛伊德超輕型戰車設計的確影響了苏联T-37原型。

## 批量生产
1932年結束前，紅軍最高指揮部計畫下訂30輛T-37A。为了加速T-37A的生产，第37號工廠（重新命名後的VATO二號工廠）接收了OKMO有關生產T-37的資訊，以及一輛英国維克斯坦克。1933年，第37号工厂接收到1200輛T-37A的訂單。然而，接下來發生的事件，顯現工廠信託機構的領導階層過於樂觀。根據M·N·斯維林（M.N.Svirin）的評論，該信託機構的成立目的是協調蘇聯國內大量工廠，以大規模研發新型的裝甲載具，該機構後來也成功達成這一目的並在這之中佔有一席之地，但從1933年開始，該機構無法克服第37号工厂「老古董」設備的問題，變成空有架構卻毫無能力的組織。

### 生产与生产问题
因為T-37的设计T-27小戰車复杂得多，引發了許多生產上的問題，且不僅僅發生在第37号工厂，其分包商－波多斯克电动机车工厂，這個生產T-37A車體的工廠也同樣出現這些問題。此外，在西元1933年，T-27小戰車仍然在生产，然而蘇聯缺乏足够的資源來同时进行T-27和T-37A两辆车型的生產，这恶化和減緩T-37A的生產。波多斯克工厂用于生產沖壓膠結裝甲的技術完全不成熟；结果波多斯克工廠僅能通过相當临时或原始的方法來生產車體。結果，在西元1933年前半年，第37號工廠僅生產出30輛水陸兩棲戰車(其中12輛是T-41)，而不是如同計畫的255輛。其後，被替换的人民国防专员 米卡爾·圖科契夫斯基在他的报告寫出"在西元1933年前半年該計畫的進程"：
T-37A戰車生產計畫延宕之原因為:
- Podolsk KrekIng工廠生產車體的挫敗;
- 尚未準備好和不成熟的生產技術;
- 不良的金屬品質…

… 波多斯基工廠。T-27的生產計畫已經完成，T-37A亦同，卻只生產了250輛成品，在今年後半年僅生產了一個可運作的車體。
造成這個情況的主要原因是，生產車體的方式改為沖壓和膠結，但是工廠內部卻缺乏相對地的生產裝備。但在此時，工廠可以說已經掌握沖壓的技術。在未來要完成這個計畫，需要在五月前從Kulebakskiy工廠及時船運所需的裝甲版。由於六月時缺乏必要的鐵合金，工廠沒辦法生產戰車並運送出去，而現在工廠急需必要的金屬來生產戰車。 
情况在西元1933年後半年並没有任何改变；军队的领导、Spetzmashtrest和信託執行單位，要求第37號工廠大量生產T-37A戰車，並期望能收到800多辆坦克。然而實際上，只有126輛T-37A在西元1934年1月被生产出來，其中兩輛被安裝了無線電。 一些坦克参加了西元1933年十一月在莫斯科红场的閱兵典禮。早期的T-37A的與後期没有多大差别，早期生產出來的T-37A有一部分缺乏消波板和漂浮能力。
在西元1934年，Spetzmashtrest的领导注意到必須增進這些工廠生產的狀況。他们為第37号工厂新建的兩個機房购买外来的设备，並增加工作人员、工程/技术人员的數量。然而這些措施并没有改進生產力低落的情況；組裝戰車的行程大大低於計畫。紅軍機動與機械化部門注意到第37號工廠技術和在管理上的不足，且對於生產計劃和"風暴"行動上缺乏規劃。 因此，西元1934年中旬，工廠的領導階層被替換，只期望能在該年年底能增進生產效率。 此外，在西元1934年，T-37A的设计进行了略微更改：側裝甲被增加到10毫米、後方裝甲從多片裝甲板彎曲、焊接改成整片沖壓以減少技術要求和工時，并将其塞進軟木，使他们裡面具空洞能夠漂浮。
車體的生產問題持續限制了工廠的生產速度，並一直持續到西元1935年。波多斯克电动机车的工厂一直未能取得满足生產計劃的零件。 為了解決问题，一年之前，決定將在列寧格勒的Izhorsky工廠加入T-37A車體生產的行列。 但是这个企业，虽然有相当大的生產能力，但已有其他订单，如：蘇聯海軍的裝甲車輛、T-26和T-28坦克，及上述提到T-37A的車體生產，所以從該廠下線的超體並不多。 因此，大多数的T-37A車體是从波多斯克被送到第37號工厂。 車身不同的制造商具有不同的製造方式：Izhorsk工廠使用焊接，而波多斯克的車體使用鉚釘。 為產生一个永久的解决方案，工程师們重組、改變了T-37A的動力設備。

### 2011年的閱兵
一輛由三輛T-37A零件重組的T-37A在西元2011年的勝利日閱兵中亮相，用以紀念俄羅斯衛國戰爭勝利70周年

## 使用方
- 蘇聯
- 納粹德國 - 使用一些被擄獲的戰車[13]
- - 29輛戰車[14]
- 羅馬尼亞 - 至少擁有19輛該型戰車
- 匈牙利 - 一些被擄獲的戰車
- 瑞典 - 一輛該型戰車
- 土耳其 - 一輛該型戰車

## 註記
引文
1. ↑  Zaloga 1984, p 116.
2. ↑  Kholyavskiy 1998
3. ↑  Svirin 2005，第161頁
4. ↑  Bryatinskiy 2003
5. ↑  , Popular Mechanics (HH Windsor, 200 East Ontario Street, Chiago, USA.), February 1932, 57 (2): 208  [2012-12-23], （原始内容存档于2019-08-09）
6. ↑  Svirin 2005，第153頁
7. ↑  Svirin 2005，第152頁
8. ↑  For example, статья М. Барятинского （页面存档备份，存于）, where it is stated that the T-37 was a development of the T-33, which, in turn, "differs little from the English (sic) prototype". However, the T-33 was created before the purchase of the British tanks, and has an entirely different power system, and the general layout of the chassis and transmission of the British and Soviet tanks have several significant differences.
9. ↑  Kolomiets 2003
10. ↑  Svirin 2005，第159頁
11. ↑  . rian.ru.   [9 December 2014]. （原始内容存档于2012-01-04）.
12. ↑  .   [2018-05-28]. （原始内容存档于2012-06-02）.
13. ↑  Kolomiets 2003，第78頁
14. ↑  Kolomiets 2003，第77–79頁

## 額外連結
- U.S. World War II Newsmap, "Russian Armored Vehicles"（页面存档备份，存于）, hosted by the UNT Libraries Digital Collections（页面存档备份，存于）
- T-37, World War II vehicles
- OnWar（页面存档备份，存于）
- Легкий плавающий танк T-37, T-38（页面存档备份，存于） at the Russian Battlefield
- "Amphibian Tank Swims River in War Games" Popular Mechanics, January 1936